# Waihi Beach

La  ville de Waihi Beach est une localité côtière de l’ouest de la Bay of Plenty située dans l’Île du Nord de la Nouvelle-Zélande.

## Situation
Elle siège à 10 kilomètres à l’est de la ville de Waihi, au pied de la Péninsule de Coromandel.
La plage principale s’étend sur environ 10 kilomètres vers le sud avec un petit village situé au niveau de ‘Bowentown’ à son extrémité sud.
Le promontoire au sud de la plage est situé sur le côté nord de la ville de Katikati à l’entrée du mouillage de Tauranga Harbour.

## Population
Waihi Beach avait une population de 1 773 habitants lors du recensement de 2006 en Nouvelle-Zélande , mais ce nombre peut monter en flèche jusqu’à 16 000 résidents durant l’été .

## Caractéristiques
A l’extrémité nord de ‘Waihi Beach’ est située la « Réserve Scénique d’Orokawa », qui fait 145 ha  et offre plusieurs tracés de randonnées, qui courent le long de la côte et vers la baie d’ “Orokawa” .
Alors que la principale plage est adossée à des zones résidentielles de la ville de Waihi Beach, la baie d’Orokawa est peu développée et entourée par le bush natif comprenant des 'Pohutukawa', des 'puriri (Vitex lucens)', et des palmiers 'nikau ou palmier-blaireau' .

## Activités économiques
Waihi Beach comporte un certain nombre de cafés, de restaurants, le  Waihi Beach Hotel  construit en 1967 , deux parcs de vacances et la source d’eau chaude et minérale de « Athenree, qui sont situés à proximité.

## Histoire
Les Māori ont vécu dans la région depuis la période pré-Européenne avec la construction de nombreux pā, qui se situent dans les quelques km entourant Waihi Beach.
Il y a toujours des traces des anciens sites des pā (villages fortifiés), en particulier celui de « Bowentown » à l’extrémité de la plage de Waihi Beach.

## Toponymie
Le nom de Waihi ("l’eau qui monte") viendrait du nom d’un torrent, qui s’écoule vers la plage, la ville de Waihi tirant son nom de la plage elle-même .
Néanmoins la ville de Waihi, toute proche est bien connu pour les opérations d’extraction minière pour l’or et l’argent au niveau de la mine de Martha et de plusieurs autres mines souterraines .